# Anger Management (serie de televisión)
Anger Management (conocida en España como Terapia con Charlie y como Anger Management en Paramount Comedy) es una sitcom estadounidense  estrenada el 28 de junio de 2012 a través de FX. La serie está basada en la película de 2003 Anger Management y está protagonizada por Charlie Sheen, cuyo personaje es muy similar al que interpretaba Jack Nicholson en la película. El programa batió récords de audiencia al ser vista por 5,74 millones de televidentes en la noche del estreno siendo la sitcom más vista a través de la televisión por cable.

## Reparto
- Charlie Sheen como Dr. Charlie Goodson (Antiguo jugador de béisbol en las ligas menores que empieza a trabajar como terapeuta).[6]
- Selma Blair como Dra. Kate Wales, (Terapeuta y compañera sentimental de Charlie)
- Shawnee Smith como Jennifer Goodson, (Exmujer de Charlie).
- Daniela Bobadilla como Sam Goodson, (Hija de Charlie).
- Noureen DeWulf como Lacey (Paciente de Charlie).
- Michael Arden como Patrick, (Paciente de Charlie).
- Derek Richardson como Nolan, (Paciente de Charlie).
- Barry Corbin como Ed, (Paciente de Charlie).[7]
- Laura Bell Bundy como Dra. Jordan Denby (nueva compañera de trabajo de Charlie)
- Brett Butler como Brett, (Camarera del bar al que suele ir Charlie).
- Michael Boatman como Michael, (Amigo y vecino de Charlie).[8]
- James Black como Cleo/Derek (Antiguo convicto del grupo de terapia de Charlie que argumenta haber sido el único preso gay).
- Darius McCrary como Donovan (Compañero sentimental de Cleo/Dereck y miembro del grupo de terapia de Charlie).
- Stephen Taylor como Wayne (Antiguo convicto del grupo de terapia de Charlie).
- Aldo Gonzalez como Ernesto, (Antiguo convicto del grupo de terapia de Charlie).
- Katlin Mastandrea como Olivia, (Amiga de Sam).
- Martin Sheen como Martin Goodson, (Padre de Charlie muy crítico con él).

## Producción
El 18 de julio de 2011, la cadena informó de que estaba en producción una serie basada en la película Anger Management en el que el personaje de Sheen tenía similitudes al de Nicholson. Este es el primer trabajo del actor desde que fuera despedido de la serie Two and a Half Men de la CBS. El 27 de octubre de 2011, FX ordenó a la serie la producción de diez episodios que resultaron un éxito por lo que la cadena pidió otros noventa. El 9 de enero de 2013, el presidente de FX: John Landgraf declaró que habrá 45 episodios por temporada y que Charlie Sheen volvería a aparecer en la segunda como actor habitual.

### Audición
En enero de 2012 empezó las audiciones para escoger a los actores siendo Shawnee Smith y Selma Blair las primeras actrices que obtuvieron sus respectivos papeles: Smith como la ex de Charlie y Blair como terapeuta y posible romance del personaje principal. Hubo varias actrices interesadas por los dos papeles, entre las que se encontraban Julie Benz, Jenica Bergere, Elaine Hendrix, Kate Reinders y Nicole Hiltz.
La próxima escogida fue Noureen DeWulf en el papel de Lacey, una joven adinerada condenada a participar en una sesión de terapia de grupo para personas agresivas después de que esta le disparase a su novio en los testículos al descubrirle con otra. Michael Arden y Daniela Bobadilla fueron los siguientes en obtener papel como uno de los miembros del grupo y la otra como hija de Charlie. Barry Corbin fue escogido para interpretar a Ed, un veterano de la guerra de Vietnam enfadado con el mundo y Derek Richardson fue el último en obtener el papel de Nolan.
También se confirmó la participación de estrellas invitadas como: Denise Richards, Lindsay Lohan, Kerri Kenney-Silver y Brian Austin Green.
El actor y padre de Charlie, Martin Sheen se incorporó en la segunda. El presidente de FX comentó: "pensé que sería positivo para la serie si fuese una serie multigeneracional".

## Episodios
- Temporada 1
  - Fecha estreno: 28 de junio de 2012
  - Capítulos: 10
- Temporada 2
  - Fecha estreno: 17 de enero de 2013
  - Capítulos: 90[18]

| Temporada | Temporada | Episodios | Estreno              | Estreno              | DVD y Blu-ray      | DVD y Blu-ray       | DVD y Blu-ray |
| Temporada | Temporada | Episodios | Estreno de temporada | Final de temporada   | Región 1           | Región 2            | Región 4      |
| --------- | --------- | --------- | -------------------- | -------------------- | ------------------ | ------------------- | ------------- |
|           | 1         | 10        | 28 de junio de 2012  | 23 de agosto de 2012 | 8 de enero de 2013 | 14 de enero de 2013 | Confirmada    |
|           | 2         | 90        | 17 de enero de 2013  | 29 de mayo de 2014   | Confirmada         | Confirmada          | Confirmada    |
|           | 3         | 0         |                      |                      | Cancelada          | Cancelada           | Cancelada     |
|           | 4         | 0         |                      |                      | Cancelada          | Cancelada           | Cancelada     |
|           | 5         | 0         |                      |                      | Cancelada          | Cancelada           | Cancelada     |

## Recepción
Las críticas por parte de los medios fueron dispares. En Metacritic.com obtuvo una nota de 44 sobre 100 en un total de 33 críticas. Linda Stasi del New York Post dijo que "[la serie] no está mal" y añadió: "Anger Management es una producción poco convencional con un toque de comedia estúpida y un personaje que vuelve a llamarse como el actor que lo interpreta, pero, a lo mejor es el entorno familiar el que enloquece a Sheen, o quizá no". Nancy DeWolf del The Wall Street Journal realizó una crítica positiva de la serie: "de vez en cuando divertida y a menudo inteligente" y comentó después: "los comentarios anteriormente dichos van dirigidos al equipo de guionistas y al de edición al igual que para los actores que son los que mantienen la serie fresca". Alan Sepinwall de HitFix declaró: "Anger Management muestra a Charlie Sheen lo que siempre hace en pantalla. Eso no es arte, ni siquiera elegancia... aunque proporcionará a sus seguidores lo que quieren. Y si se hubiesen cansado de él, Helford y cualquier otro tendrían que darle una segunda oportunidad a pesar de sus altibajos." Maureen Ryan comentó: "a pesar de la cuidadosa atención mostrada en la serie, el narcisismo y el horror del proyecto son imposible de ignorar... quienes quieran sacar tajada de Anger Management (y seguramente no serán los fans) deberían escribir un buen recopilatorio de argumentos. Será un buen trabajo si lo consiguen". El 24 de septiembre la serie fue renovada para noventa episodios más.